# Elisabeth Zellweger
Elisabeth Zellweger (geboren am 2. März 1884 in Reute; gestorben am 15. Juli 1957 in Basel; heimatberechtigt in Trogen und Basel) war eine Schweizer Frauenrechtlerin, Journalistin und kirchliche Aktivistin.

## Leben
Elisabeth Zellweger war eine Tochter des Ex-Pfarrers und Zeitungsverlegers Otto Zellweger (Basler Nachrichten) und dessen Frau Lily Steiger, welche eine sehr engagierte Frau unter anderem in der Sittlichkeitsbewegung war. Ihr jüngster Bruder war der spätere Buchdrucker, Kaufmann, Verleger und Direktor der Basler Druck- und Verlagsanstalt Johann Ulrich Zellweger-Kern (1900–1933).
In Berlin besuchte Zellweger die Soziale Frauenschule, wo sie u. a. bei Alice Salomon studierte. Danach absolvierte sie eine weitere Ausbildung in London. Dort begegnete sie u. a. den Suffragetten. Nach dem Tod der Mutter 1914 bis zum Tod des Vaters 1933 besorgte sie letzterem den Haushalt. Als Nebentätigkeit war sie Journalistin im Blatt ihres Vaters, den Basler Nachrichten. 1923 wurde sie Redakteurin in einem Presseorgan der Sittlichkeitsbewegung, dem Aufgeschaut! Gott vertraut! Weitere journalistische Tätigkeiten nahm sie 1947 bis 1951 für die Die Evangelische Schweizerfrau und ab 1951 für den Schweizerischen Beobachter wahr.
Zudem engagierte sich Zellweger in der Schweizer Frauenbewegung: Sie war 1916 Mitgründerin der «Frauenzentrale Basel» und amtierte bis 1918 als deren erste Präsidentin. Ab 1917/1918 war sie im Vorstand des «Bundes Schweizerischer Frauenvereine» (BSF) vertreten und war von 1920 bis 1929 dessen Präsidentin. Auch danach blieb noch länger im Vorstand des BSF. Von 1930 bis 1936 war sie Vorstandsmitglied und Sekretärin im Internationalen Frauenrat und ab 1936 dessen Vizepräsidentin.
Kirchlich organisiert war Zellweger ab 1927 als Mitgründerin des Verbands für innere Mission und christliche Liebestätigkeit. 1936 saß sie in der Synode des Basler Evangelisch-Reformierten Kirche. Von 1946 bis 1949 war sie Präsidentin des «Schweizerischen Evangelischen Verbands Frauenhilfe». 1947 erreichte sie ihr lang verfolgtes Ziel, die reformierten Frauenorganisationen der Schweiz zum «Evangelischen Frauenbund der Schweiz» zusammenzuschliessen. Zellwegers feministisches Engagement war stark religiös inspiriert. Sie starb 1957 unverheiratet und kinderlos.